# Vincent Montabonel
Vincent Montabonel (Tournon-sur-Rhône, 29 de marzo de 1977) es un deportista francés que compitió en remo. Ganó una medalla de oro en el Campeonato Mundial de Remo de 1998, en la prueba de dos sin timonel ligero.

## Palmarés internacional
| Campeonato Mundial | Campeonato Mundial | Campeonato Mundial | Campeonato Mundial     |
| Año                | Lugar              | Medalla            | Prueba                 |
| ------------------ | ------------------ | ------------------ | ---------------------- |
| 1998               | Colonia (Alemania) | Medalla de oro     | Dos sin timonel ligero |